# Herophydrus quadrilineatus
Herophydrus quadrilineatus är en skalbaggsart som beskrevs av Régimbart 1895. Herophydrus quadrilineatus ingår i släktet Herophydrus och familjen dykare. Inga underarter finns listade i Catalogue of Life.